# Elmer Ryan

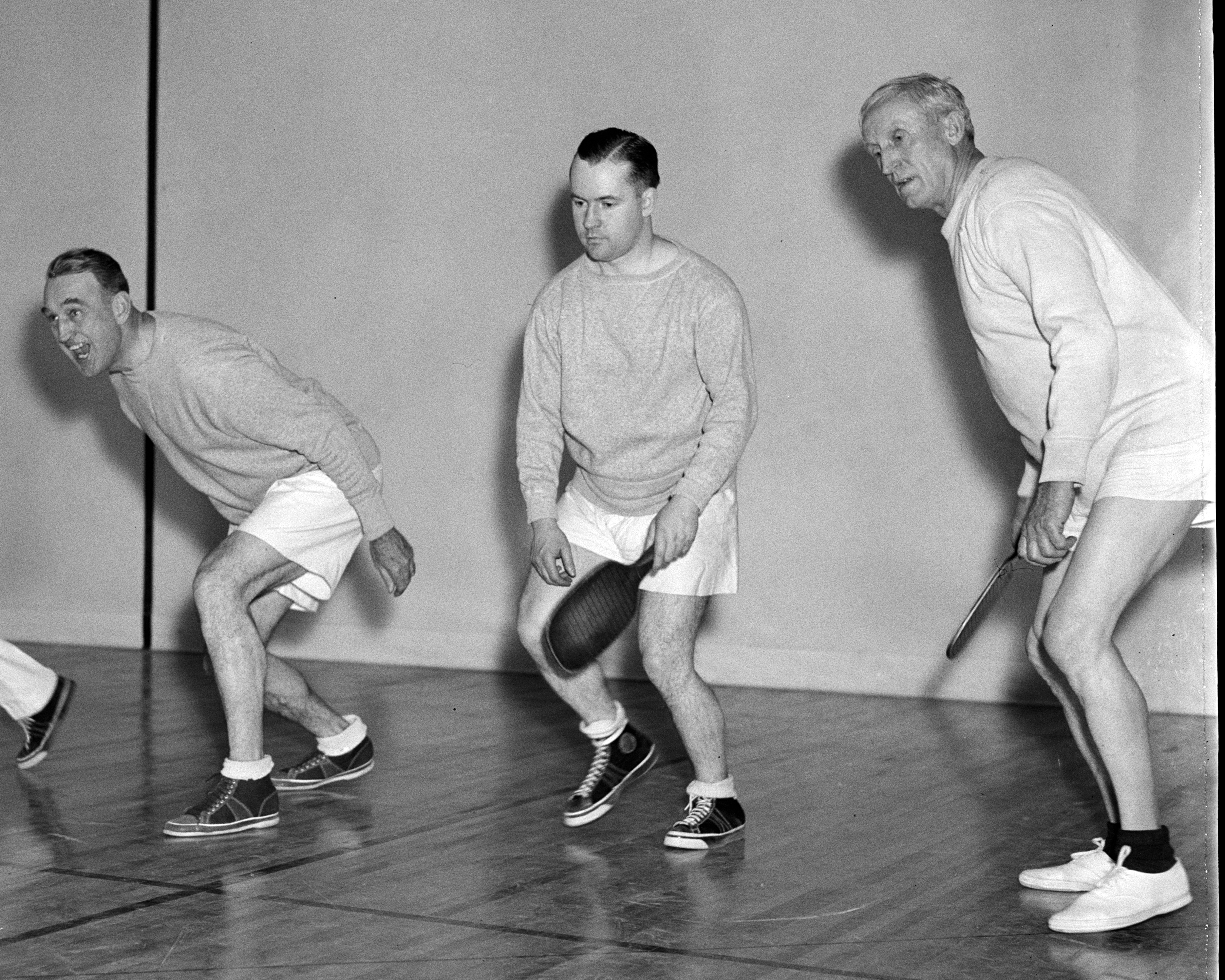
Elmer Ryan (Mitte) während einer gemeinsamen Sporteinheit in einer Turnhalle des Kapitolkomplexes mit den Abgeordneten James M. Mead (links) aus New York und William P. Lambertson aus Kansas.

Elmer James Ryan (* 26. Mai 1907 in Rosemount, Dakota County, Minnesota; † 1. Februar 1958 bei Somerset, Wisconsin) war ein US-amerikanischer Politiker. Zwischen 1935 und 1941 vertrat er den Bundesstaat Minnesota im US-Repräsentantenhaus.

## Werdegang
Elmer Ryan besuchte die öffentlichen Schulen seiner Heimat. Nach einem anschließenden Jurastudium und seiner im Jahr 1929 erfolgten Zulassung als Rechtsanwalt begann er in South St. Paul in seinem neuen Beruf zu arbeiten.
Politisch schloss sich Ryan der Demokratischen Partei an. In den Jahren 1936 und 1940 war er Delegierter zu den Democratic National Conventions, auf denen Präsident Franklin D. Roosevelt jeweils für eine weitere Amtszeit nominiert wurde. Bei den Kongresswahlen des Jahres 1934 wurde Ryan im zweiten Wahlbezirk von Minnesota in das US-Repräsentantenhaus in Washington, D.C. gewählt. Dort trat er am 3. Januar 1935 die Nachfolge von Ray P. Chase an. Nach zwei Wiederwahlen konnte er bis zum 3. Januar 1941 drei Legislaturperioden im Kongress absolvieren. In dieser Zeit wurden viele der New-Deal-Gesetze der Bundesregierung im Kongress beraten und verabschiedet.
Bei den Wahlen des Jahres 1940 unterlag Elmer Ryan dem Republikaner Joseph P. O’Hara. Nach seinem Ausscheiden aus dem US-Repräsentantenhaus arbeitete er zunächst wieder als Anwalt. Während des Zweiten Weltkrieges war er zwischen 1942 und 1945 Offizier der US Army. Dabei stieg er bis Kriegsende bis zum Major in der Rechtsabteilung auf. Nach dem Krieg war er wieder als Anwalt tätig. Elmer Ryan starb am 1. Februar 1958 bei einem Autounfall auf dem Highway 35 in der Nähe von Somerset. Er wurde in Rosemount beigesetzt.